# يورغن بيكر (كاتب)
يورغن بيكر (بالألمانية: Jürgen Becker)‏ (10 يوليو 1932 – 7 نوفمبر 2024) هو مترجم وكاتب وشاعر ألماني، ولد في 10 يوليو 1932 في كولونيا في ألمانيا.

## وصلات خارجية
- الموقع الرسمي
- يورغن بيكر على موقع IMDb (الإنجليزية)
- يورغن بيكر على موقع مونزينجر (الألمانية)
- يورغن بيكر على موقع ديسكوغز (الإنجليزية)